# Armadillidium granulatum
Armadillidium granulatum är en kräftdjursart som beskrevs av Brandt 1833. Armadillidium granulatum ingår i släktet Armadillidium och familjen klotgråsuggor. Inga underarter finns listade i Catalogue of Life.

## Bildgalleri

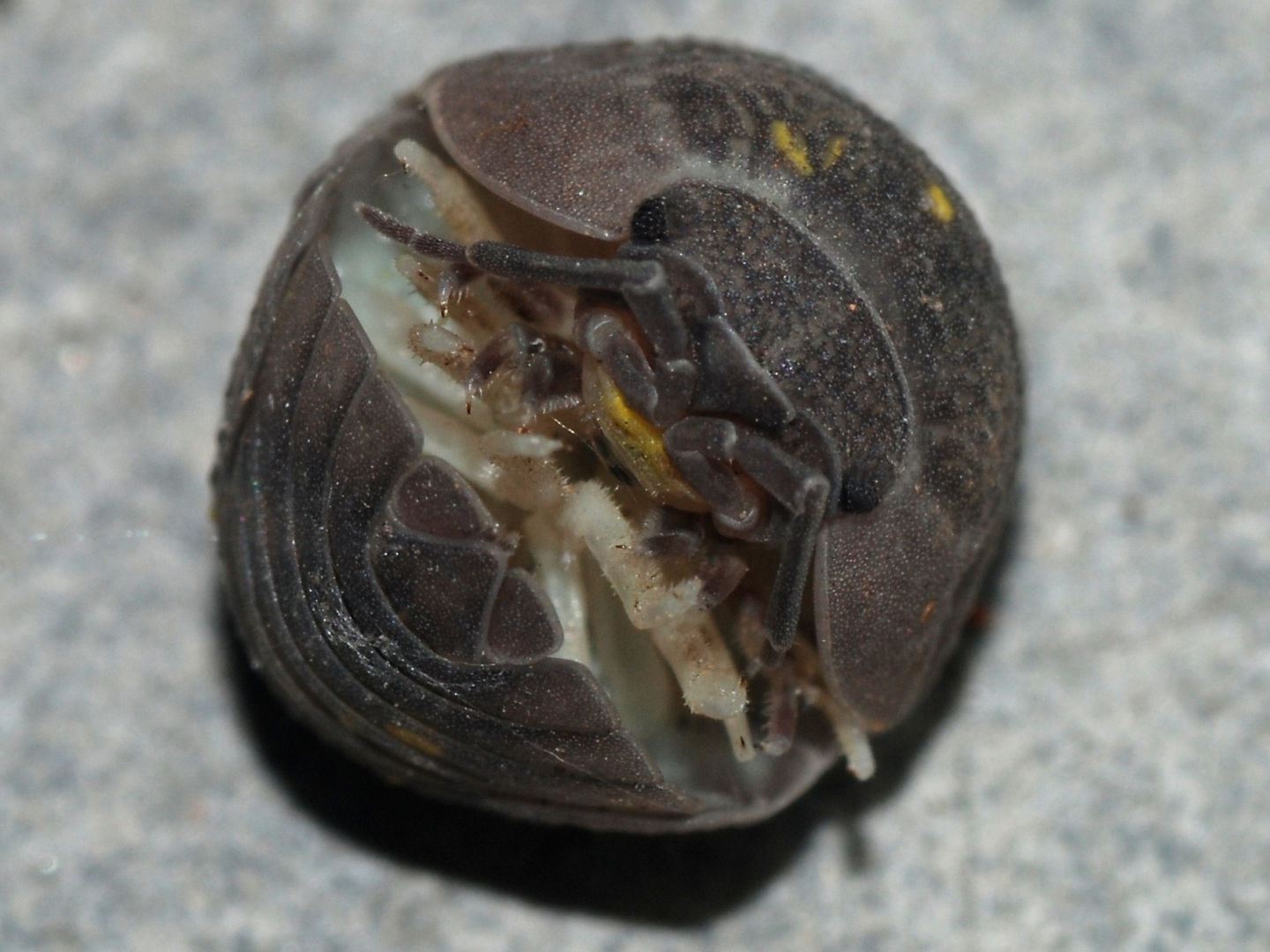
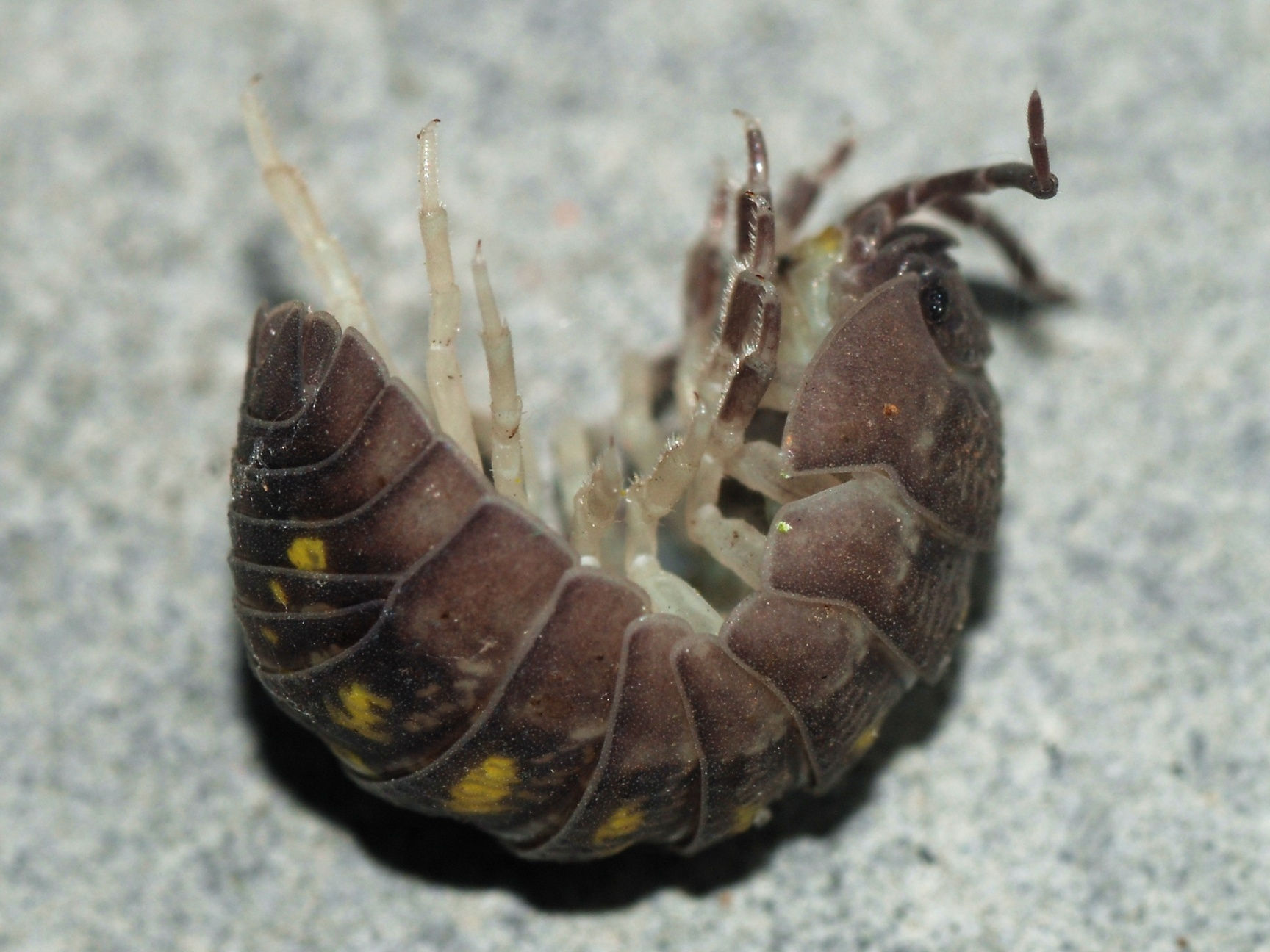
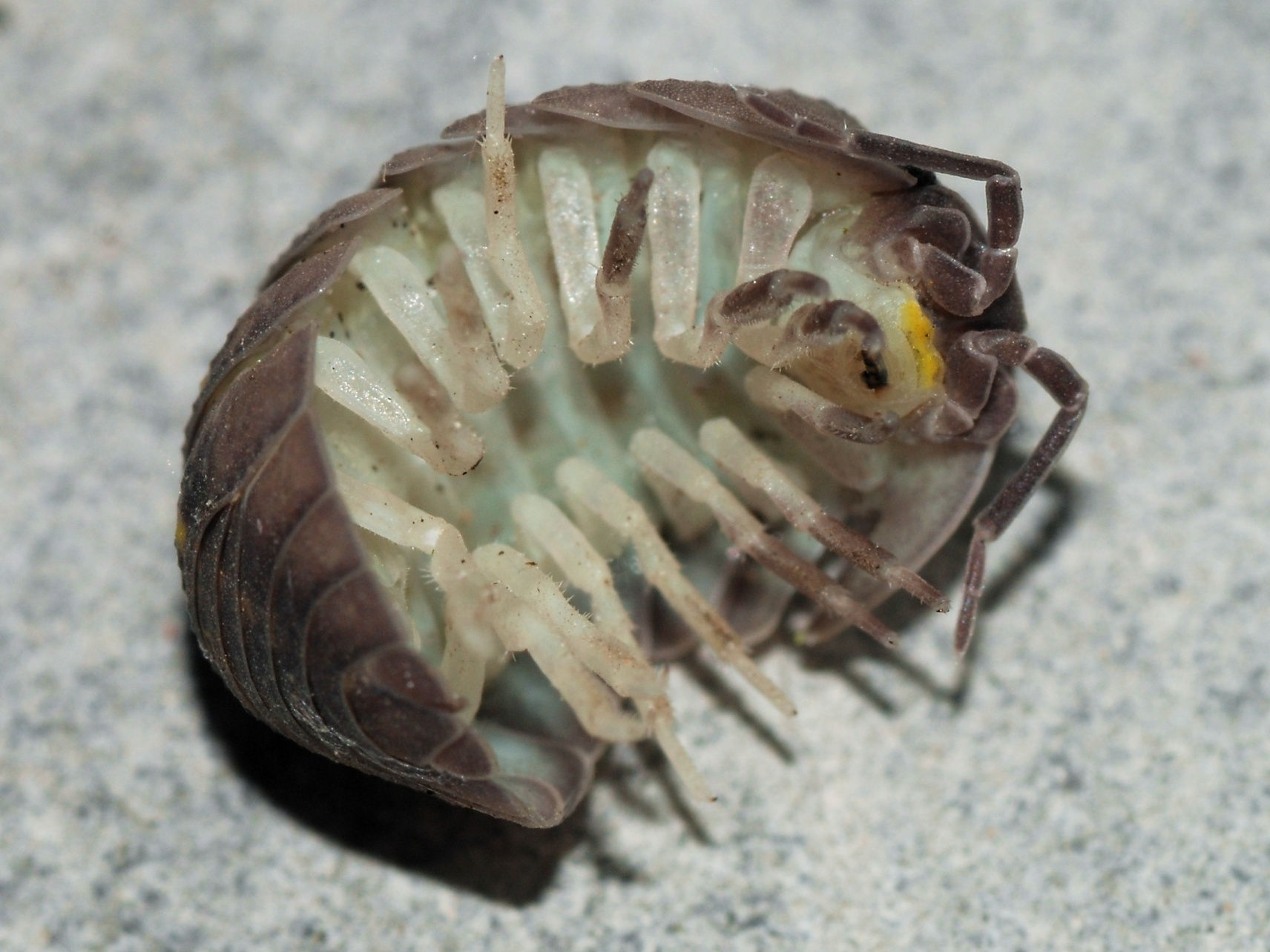
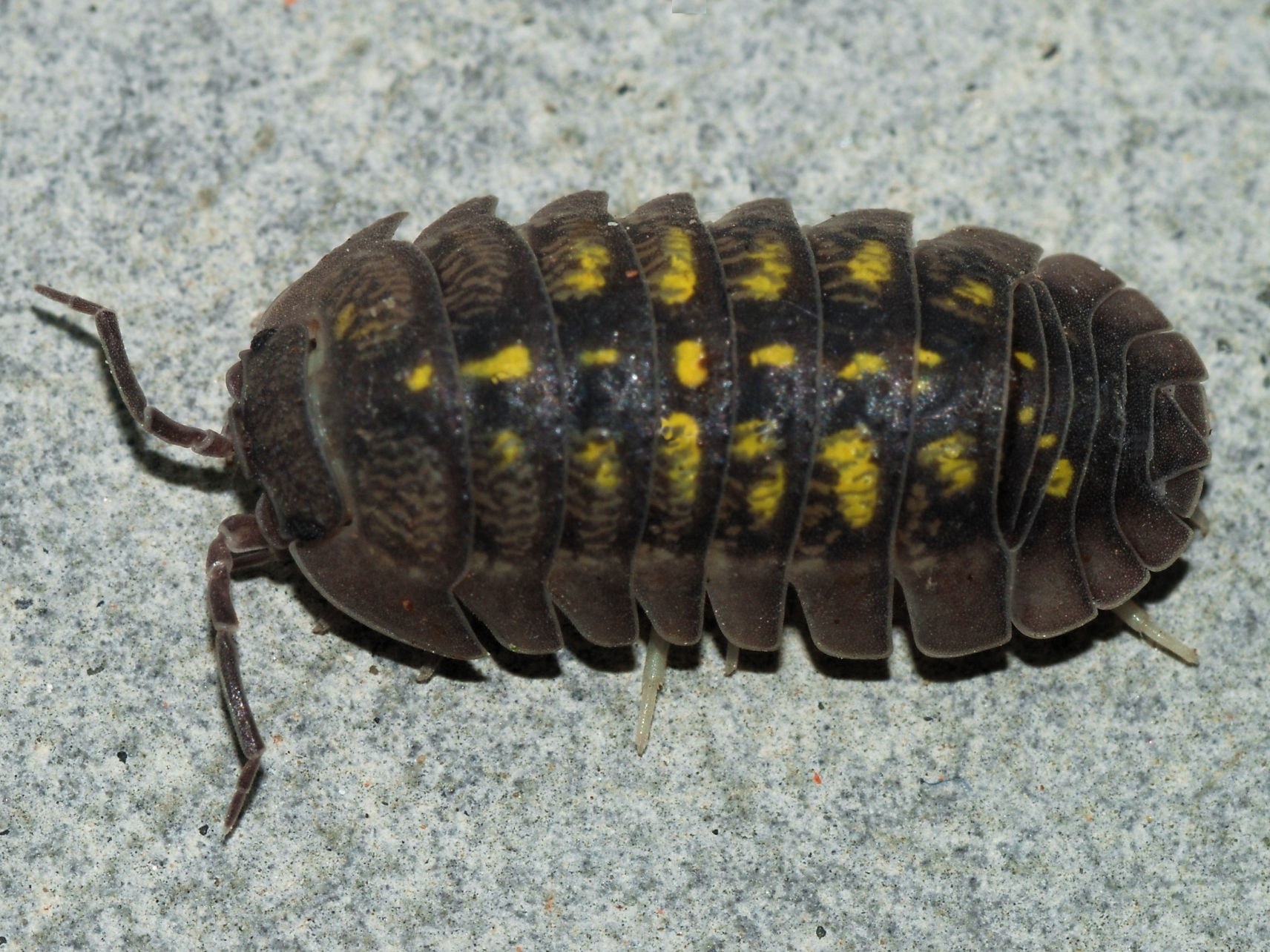
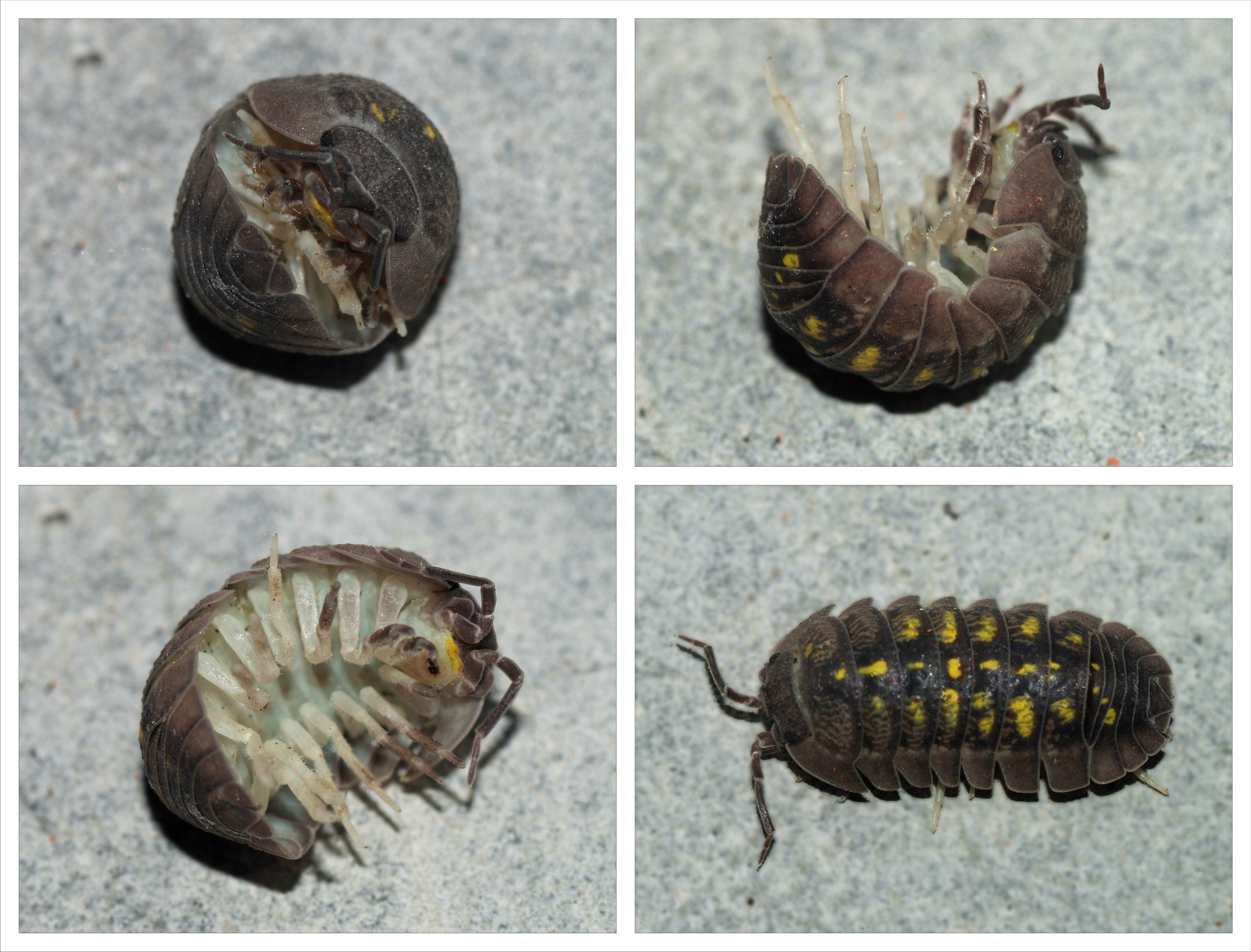